# フェリペ・デ・アルバ
フェリペ・デ・アルバ（スペイン語: Felipe de Alba、1924年4月29日 - 2005年11月15日）は、メキシコの俳優。

## 出演作品
- Real Women Have Curves
- ロビンソン漂流記/Robinson Crusoe
- El mártir del Calvario
- Stronghold